# أراش عصماني
أراش عصماني (بالإنجليزية: Arash Usmanee)‏ مواليد 3 مارس 1982 في أفغانستان، هو ملاكم محترف أفغاني يصنف ضمن فئة الوزن الخفيف.

## إحصائيات
خاض خلال مسيرته 24 نزالا، فاز في 21 وتعادل في 1 وخسر في 2. فاز بالضربة القاضية في 10 نزالات.

## روابط خارجية
- أراش عصماني على موقع بوكس ريك (الإنجليزية) (registration required)
- أراش عصماني على موقع اتحاد ألعاب الكومنولث (مؤرشف) (الإنجليزية)
- أراش عصماني على موقع دورة ألعاب الكومنولث 2006 (مؤرشف) (الإنجليزية)